# Dynastie isaurienne

Les thèmes de l’Empire byzantin en 780.

La dynastie isaurienne (aussi appelée dynastie syrienne) comprit cinq empereurs de Léon III l’Isaurien en 717 au renversement d’Irène l'Athénienne en 802.
Les empereurs de cette dynastie défendront avec succès les frontières de l’empire contre les forces du califat après les premières conquêtes musulmanes, mais seront moins heureux en Europe où ils subiront maintes défaites contre les Bulgares. Ils perdront également l’exarchat de Ravenne et leur influence sur l’Italie et la papauté, cette dernière se tournant vers les Francs.
On associe surtout cette dynastie à la période iconoclaste de l’Empire byzantin au cours de laquelle les empereurs iconoclastes interdiront le culte des icônes et ordonneront la destruction systématique des images représentant le Christ ou les saints, s’en prenant également aux moines fervents défenseurs des icônes.
À la fin de la dynastie en 802, les Byzantins en seront à lutter pour leur survie contre les Arabes et les Bulgares, la situation étant rendue plus complexe encore lorsque le pape Léon III couronnera Charlemagne comme Imperator Romanorum (Empereur des Romains).

## Toile de fond
La dynastie des Héraclides (610 – 711) avait dû affronter une période de profonds bouleversements tant à l’intérieur qu’à l’extérieur de l’empire. L’empire des Justiniens avant eux était encore le digne successeur de Rome, dominant la mer Méditerranée et héritière de la civilisation urbaine qui caractérisait l’Antiquité tardive. Ce monde fut ébranlé sous les Héraclides par une vague d’invasions qui devait se solder par la perte d’une bonne partie des possessions byzantines, un effondrement financier, des épidémies de peste qui dépeuplèrent les villes pendant que diverses querelles religieuses et politiques affaiblissaient le pouvoir.
À la fin de la dynastie, l’empire présentait un visage bien différent de celui que lui avait donné Héraclius au début du VIIe siècle : les campagnes étaient maintenant plus importantes que les villes et l’empire, après avoir perdu ses possessions d’Italie et d’Afrique du Nord, était engagé dans un long combat avec le califat musulman à l’Est, avec les Bulgares et les Slaves au nord. Toutefois, il était aussi devenu plus homogène, la langue grecque, dominante sur tout son territoire, avait remplacé le latin et la querelle monophysite s’apaisait. L’agitation religieuse devait toutefois reprendre sous une autre forme, l’iconoclasme, qui marquera la dynastie suivante, celle des Isauriens.
Les années qui suivirent la déposition de Justinien II furent marquées par le chaos. Philippicos (711-713) ranima les controverses christologiques et se fit le champion du monothélisme, condamné trente ans plus tôt, faisant détruire la représentation du VIe Concile dans le palais impérial, geste annonçant déjà l’iconoclasme. Le khan des Bulgares, Tervel, décida de venger son ancien ami, Justinien II, et traversa la Thrace pour se présenter sous les murailles de Constantinople. Ce sur quoi, les troupes de l’Opsikion se révoltèrent : Philippicos fut renversé en juin 713. Son successeur fut le chef de la chancellerie impériale, Anastase II (713-715); celui-ci se hâta de rétablir l’orthodoxie à l’intérieur et de prendre des mesures défensives contre les ennemis extérieurs anxieux de profiter de la situation. L’Espagne wisigothe avait été conquise en trois ans par les Arabes (711-714)  et le calife Al-Walīd Ier planifiait une grande attaque, par terre et par mer, contre Constantinople,. Mais les troupes qui devaient attaquer la flotte du calife, concentrées à Rhodes, se révoltèrent appuyées par celles de l’Opsikion et toutes deux proclament empereur un percepteur d’impôt qui prit le nom de Théodose III (mai 715 – mars 717). Après six mois de résistance, Anastase décida d’abdiquer et de se retirer dans un monastère. 

## Léon III l’Isaurien (717 – 741)

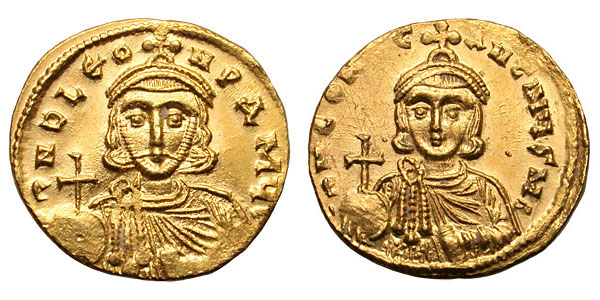
Solidus de Léon III avec au revers son fils et successeur, Constantin V.

Né vers 680 à Germanicia (aujourd'hui Kahramanmaraş, dans le sud-est de la Turquie), Léon qui aurait d'abord porté le nom de Conon était issu d'un milieu modeste et fut enrôlé encore jeune dans l’armée par son père.  En 711, Justinien II le mit à la tête d'une modeste expédition pour rétablir le contrôle byzantin sur le royaume de Lazique et l'Abasgie. Celle-ci fut un succès et après sa prise de pouvoir en juin 713, Anastase le nomma stratège du thème des Anatoliques. 
Après l'abdication forcée d'Anastase II en août 715, Léon refusa de porter allégeance au nouvel empereur, Théodose III (715 – 717), et fut rejoint dans sa sécession par Artabasde, stratège des Arméniaques, à qui il promit la main de sa fille et le titre de curopalate. En 716, il négocia avec les Arabes en route vers Constantinople pour qu’ils évitent de passer par Amorium, capitale du thème des Anatoliques; en juillet, d'accord avec Artabasde, il se fit proclamer empereur. L'hiver suivant, il se dirigea vers Constantinople en passant par Nicomédie, où il fit prisonnier le fils de Théodose III. Des négociations s’ensuivirent au terme desquelles Théodose III  accepta d'abdiquer et de se faire moine avec son fils. Léon put alors faire son entrée dans la capitale le 25 mars 717,,. 
Dès son arrivée au pouvoir, le nouvel empereur fut confronté au siège de Constantinople par Maslama ben Abd al-Malik. Prévoyant une telle possibilité, l’empereur Anastase avait fait relever les défenses de la ville, accumuler des vivres pour trois ans de siège et avait fait construire un mur reliant la mer de Marmara et la mer Noire à soixante-cinq kilomètres au nord de Constantinople. Mais, terrassés par la peste qui ravagea leurs rangs au cours d’un hiver particulièrement difficile, leur flotte en bonne partie détruite par le feu grégeois des Byzantins et attaqués sur leurs flancs par les Bulgares, les Arabes durent lever le siège au cours de la deuxième année ,,.
Léon III put ainsi consacrer les années qui suivirent aux questions de politique intérieure. Déjà, pendant le siège, il avait dû faire face à une rébellion en Sicile où le stratège Sergios, croyant la capitale perdue, avait fait proclamer empereur, sous le nom de Tibère IV, un aristocrate nommé Basile. L’année suivant le siège, l’ancien empereur Anastase II tenta de recouvrer son trône en s’alliant avec les Bulgares et le comte de l’Opsikion, tentative vite réprimée . En 720, pour éviter toute nouvelle tentative de ce genre, Léon fera proclamer son jeune fils Constantin co-empereur.
Pour rétablir la prospérité dans les provinces dépeuplées ainsi qu’à Constantinople qui avait également subi les reliquats de la peste qui s’était déclarée dans l’armée arabe, il transporta de gré ou de force des populations venant d’Asie mineure . Il divisera certains thèmes trop vastes comme celui des Anatoliques en créant le thème des Thracésiens, de même que celui de l’Opsikion en créant celui du Bucellarion; le thème maritime des Caravisiens pour sa part fut fractionné avec la création du thème des Cibyrrrhéotes. Lors du couronnement de son fils, il créa une nouvelle monnaie d’argent, le miliaresion, modelée sur le dirham arabe et comblant le vide entre le nomisma d’or et le follis de cuivre. Enfin, en 726, il promulgua un code juridique, l’Éclogue, ou « Choix des Lois », tiré du Corpus Juris de Justinien, mais rendu plus clair et adapté au climat social de son temps, en plus de pouvoir être lu par tous, étant rédigé en grec,.

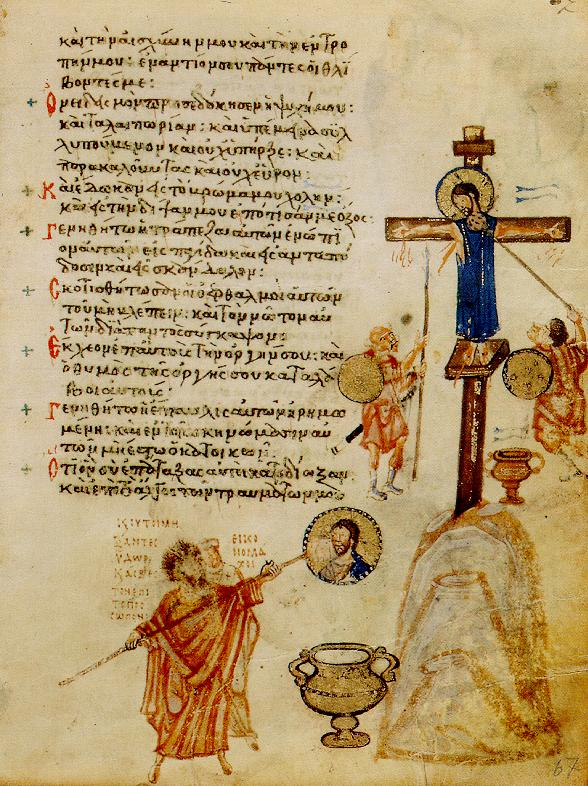
Miniature du Psautier Chludov (IXe siècle) montrant Jean le Grammairien détruisant une image du Christ (musée historique d'État, Moscou).

Au moment où Léon III prit le pouvoir, l’empire avait subi défaite après défaite. Selon les habitudes du temps, l’empereur pensa qu’il s’agissait du courroux divin et chercha comment l’apaiser. Son premier geste fut, en 722, de forcer les Juifs et les Montanistes à se faire baptiser . Cela n’empêcha pas les Arabes de ravager Iconium l’année suivante et de terminer la conquête de l’Arménie . Ses conseillers le persuadèrent alors que ces malheurs trouvaient leur cause dans la vénération de certaines icônes auxquelles on attribuait un caractère miraculeux. Déjà interdite chez les Juifs, la reproduction anthropomorphique avait aussi été prohibée en 721 par le calife Yazid II comme contraire à l’islam. Au sein même de l’Église, certains évêques d’Orient avaient interdit ce culte comme idolâtrique.
L’empereur se mit à prononcer des sermons afin de convaincre le peuple de délaisser ce culte. Son premier geste concret fut d’envoyer un détachement de soldats retirer une image du Christ qui se trouvait au-dessus de la porte de bronze (Chalkè) à l’entrée principale du palais. Cette image jouissait d’une grande popularité dans la population. La réaction de la foule fut immédiate : l’officier fut lynché  par la populace et la révolte gronda en Grèce. Bien que rapidement matée, cette mini-révolution montrait la différence d’opinion existant entre les provinces européennes, qui avaient toujours été favorables aux images, et celles d’Asie mineure, qui leur étaient hostiles , .
À partir de ce moment, la population se divisa entre iconoclastes (εικονοκλάσται, littéralement « briseurs d’images ») et iconodoules (εικονόδουλοι, littéralement « serviteurs des images »). Léon III réagit avec circonspection : ce n’est qu’en 730, soit quatre ans plus tard, après avoir cherché à négocier avec le pape Grégoire II et le patriarche Germanos, qu’il se résolut à publier un édit qui ordonnait la destruction de toutes les images saintes. Le patriarche, qui demeurait totalement hostile à la position impériale, fut démis de ses fonctions et remplacé par un de ses subordonnés, Anastase, tout disposé à se soumettre à la volonté de l’empereur. L’iconoclasme devenait la doctrine officielle de l’État, .
Le pape Grégoire III condamna cette doctrine, ce qui provoqua non seulement une rupture religieuse, mais également une rupture politique : Léon III répondit à la condamnation papale en détachant de Rome les évêchés grécophones du sud de l’Italie, de Sicile et de Calabre ainsi que ceux d’Illyrie et de l'ouest de la Grèce actuelle pour les rattacher au patriarcat de Constantinople. De plus, il enleva au Siège de Rome les revenus des patrimoines pontificaux de l’Italie du sud pour les attribuer à l’empire,. Toutefois, si les biens matériels des iconodoules furent confisqués et le patriarche démis de ses fonctions, il n’y eut pas de violence physique contre les personnes. 
La situation devait changer avec le décès de Léon III et l’avènement de son fils Constantin V qui n’avait ni la prudence, ni la modération de son père.

## Constantin V (741 – 775)

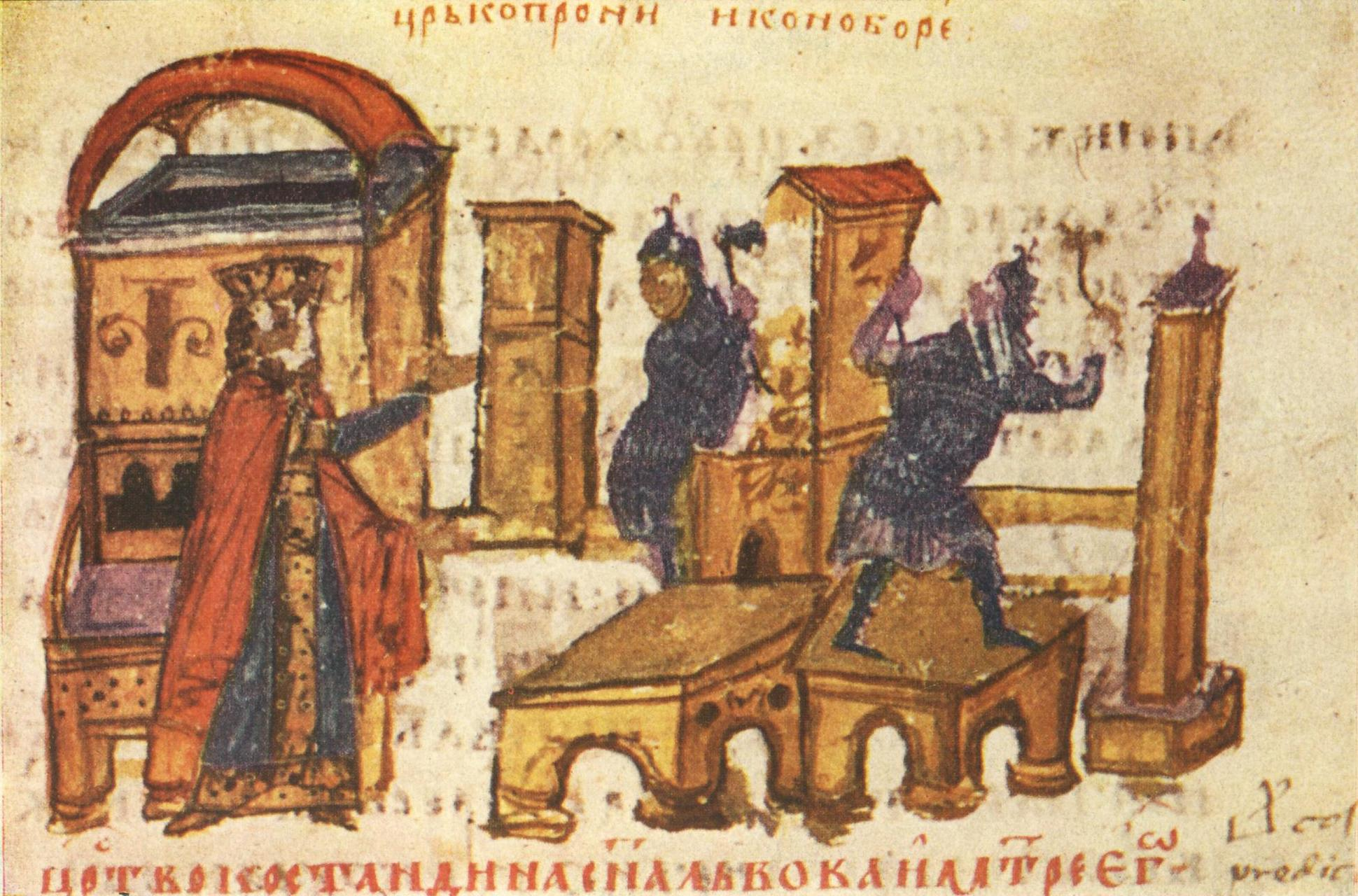
Soldats détruisant une église iconodoule sous l’ordre de Constantin V (Chronique de Mannasès, XIV).

Ce n’est toutefois que dix ans après son avènement que la question refera surface, Constantin V devant en priorité faire face aux ennemis extérieurs de l’empire. 
À peine une semaine après son couronnement, Constantin entreprit une campagne contre les Arabes qui faisaient des razzias en Anatolie. Se présentant comme le champion des iconodoules, son beau-frère, Artavasde, maintenant comte du thème de l’Opsikion, après avoir fait courir la rumeur que l’empereur avait été tué, se fit ouvrir les portes de Constantinople où il rétablit le culte des images et fut couronné par le patriarche Anastase,. En 743, Constantin qui s’était entretemps réfugié à Amorium infligea une sévère défaite aux troupes d’Artavasde à Sardis en Lydie, puis remonta vers Constantinople qui se rendit après un court siège : Artavasde et ses deux fils furent aveuglés, et le patriarche Anastase ridiculisé en étant promené, nu, sur un âne à travers l’hippodrome à la suite de quoi, déconsidéré, il fut maintenu dans ses fonctions.
C’est probablement dans les mois qui suivirent que Constantin divisa le thème de l’Opsikion qu’avait commandé Artavasde et créa une branche de l’armée appelée « tagmata », dont les six divisions totalisaient quelque dix-huit mille hommes. La création de ces tagmata rendait plus difficile l’organisation de complots, les troupes près de la capitale étant dispersées sous des commandements différents. De plus, elle donnait à l’empereur des troupes de choc pour monter de brèves expéditions alors que l’installation de certaines de ces troupes en Thrace permettait d’y surveiller les populations slaves.
La situation en Orient évolua bientôt au profit de Byzance. Après une grave crise intérieure, la dynastie des Omeyyades fut remplacée par celle des Abbassides qui transféra la capitale de Damas à Bagdad, plus éloignée de Constantinople. Constantin en profita pour prendre l’offensive, entra en Syrie en 746 d’où il transplanta nombre de prisonniers vers la Thrace. L’année suivante, la marine byzantine anéantissait une flotte arabe venue d’Alexandrie et en 752, l’empereur put entreprendre une campagne en Arménie d’où, à nouveau, il transporta les prisonniers vers la Thrace, aux frontières de l’Empire bulgare, défendant la région par des ouvrages fortifiés ,. 
Cette lutte contre les Arabes avait empêché Constantin de s’occuper de ses possessions d’Occident. En 751, Ravenne tomba aux mains des Lombards. Ce fut la fin non seulement de l’exarchat, mais aussi de l’influence byzantine dans le nord de l’Italie. Déjà en froid avec Constantinople à cause de la politique iconoclaste et territoriale de Léon III, la papauté se tourna vers le royaume des Francs et, en 754, le pape Étienne II traversait les Alpes pour aller rencontrer le roi Pépin à Ponthion,. 
Mettant à profit l’accalmie dans la lutte contre les Arabes, Constantin décida de mettre en œuvre sa politique iconoclaste. Cette doctrine devenue politique officielle de l’État par un décret impérial de Léon III devait également devenir la politique de l’Église. À cette fin, l’empereur convoqua un concile en 754 à Hiéreia près de Chalcédoine. Réunissant trois-cent-trente-huit évêques, tous favorables à l’iconoclasme, il dut être présidé par l’évêque d’Éphèse, Théodose, le patriarche de Constantinople étant décédé peu avant et ni le pape, ni les autres patriarches d’Orient n’ayant accepté d’envoyer des représentants. En plus de condamner le patriarche Germain Ier de Constantinople (715-730), Jean Damascène et Georges de Chypre, le concile interdisait sous peines sévères la fabrication, la possession et la vénération des icônes, mais réaffirmait le pouvoir d’intercession de la Vierge et des saints ,.
Allant bien au-delà des décisions du concile, l’empereur non seulement décréta la destruction de tout l’art religieux aussi bien public que privé, mais encore entreprit une guerre acharnée dans les années 760 contre les monastères, refuges de l’opposition iconodoule. En novembre 767, l’abbé du Mont-Auxence, Étienne, fut mis en pièces par la foule dans les rues de Constantinople et les moines se virent mettre en demeure de renoncer à leur mode de vie, les immenses propriétés des monastères passant à la couronne. Il devait en résulter une forte émigration monastique vers l’Italie du sud où de nouveaux monastères et écoles contribuèrent à maintenir la culture grecque ,,.
Le peuplement de la Thrace par des Arméniens et Syriens et la construction de forteresses servirent de prétexte au nouveau khan bulgare Kormisosh pour exiger le paiement d’un tribut qui lui fut refusé. En réponse Kormisosh envahit la Thrace et atteignit le mur d’Anastase à quelques kilomètres de la capitale. Ce devait être le début des neuf campagnes que le basileus mènera contre les Bulgares. Constantin se porta à sa rencontre et défit son armée. Il s’ensuivit un traité de paix qui semble avoir confirmé la frontière entre les deux États, mais qui devait couter son trône à Kormisosh. Profitant de cette victoire, l’empereur attaqua en 759 les Slaves établis dans l’ouest de la Thrace annexant leurs territoires. L’anarchie s’étant installée en Bulgarie, Constantin monta une nouvelle expédition par terre et par mer en 763 qui se termina par la bataille d’Anchialos; ce fut probablement la plus grande victoire du règne de Constantin V qui ramena avec lui un grand nombre de prisonniers bulgares pour y faire un triomphe au terme duquel les prisonniers furent massacrés suivant l’antique coutume romaine,. Fort de son triomphe, Constantin lança une nouvelle offensive en juin de l’année suivante qui eut moins de succès : sa flotte fut prise dans une violente tempête et en grande partie détruite. Aucune de ces campagnes ne fut décisive, mais leur effet cumulatif causa une grande instabilité en Bulgarie où six khans furent détrônés en raison de leurs défaites. Ce n’est qu’en 770 lorsque Telerig (r. 768 - 777) prit le pouvoir que la Bulgarie retrouva sa puissance combattive, forçant Constantin V à reprendre ses campagnes; c’est au cours de l’une de ces campagnes, en 775, qu’arrivé à Arcadiopolis, il fut saisi par une forte fièvre dont il devait mourir pendant le voyage de retour . 

## Léon IV  le Khazare  (775 – 780)

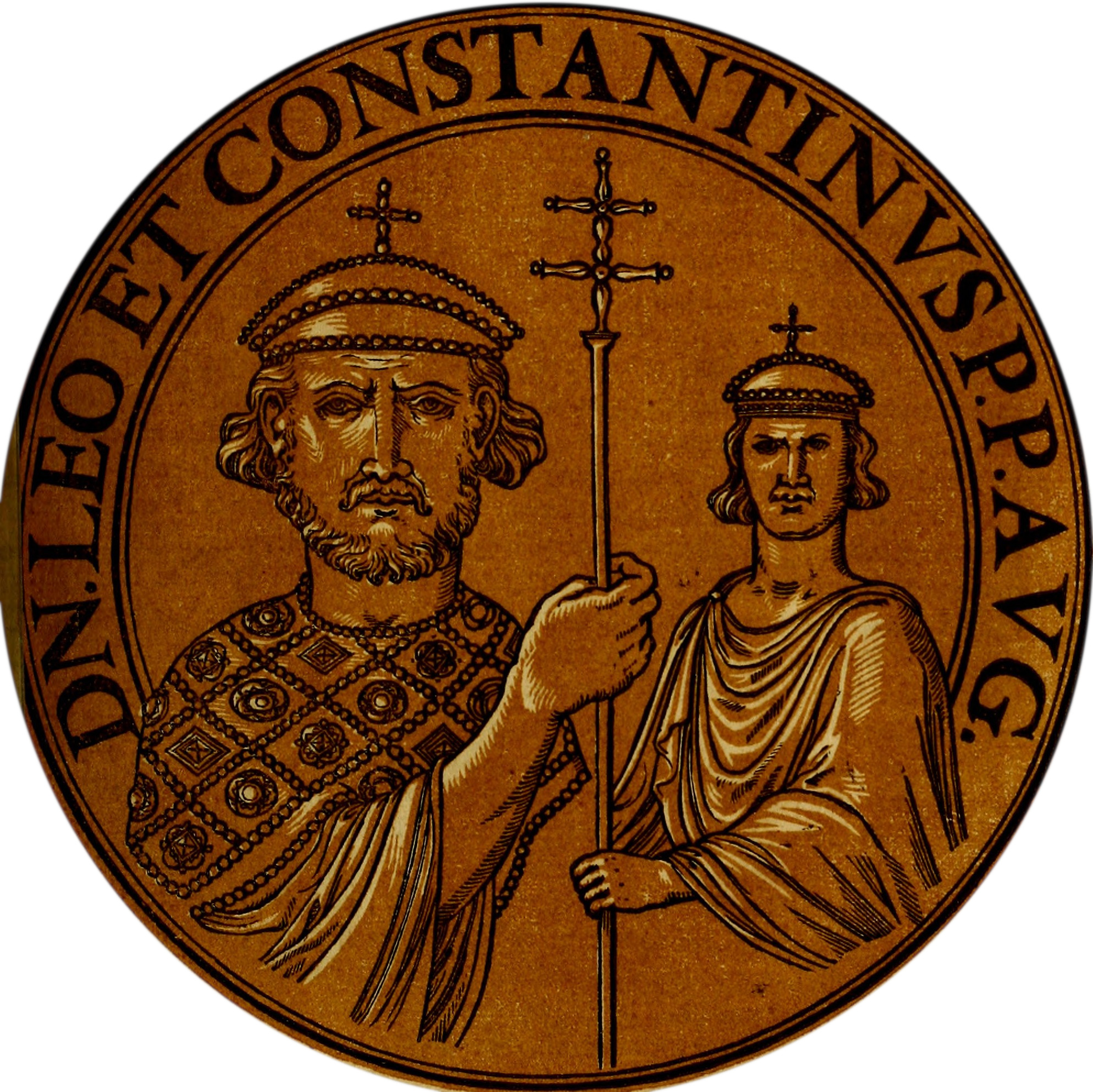
Léon IV (à gauche) et son fils Contantin VI (à droite) d’après une pièce de monnaie de l’époque.

Léon IV doit son surnom au fait que sa mère, l’impératrice Tzitzak, première épouse de Constantin V, était Khazare. Suivant un précédent établi par son père, il fut fait coempereur alors qu’il n’avait qu’un an et succéda sans difficulté à son père en septembre 775. 
En avril 776, Léon associa son fils (le futur Constantin VI) au trône, exigeant un serment d’allégeance au jeune coempereur comme seul héritier du trône de la part des sénateurs, des représentants de l’armée et des corps de métiers. Ce geste provoqua la colère de ses cinq demi-frères; avec l’aide de son frère Christophe, le césar Nicéphore ourdit un complot rapidement déjoué. En dépit de l’opinion publique qui exigeait leur exécution, les conspirateurs furent simplement battus, tonsurés et bannis à Cherson,.
Léon IV avait été élevé comme iconoclaste par son père; toutefois son épouse, une Athénienne apparentée à l’influente famille des Sarantapechos que l’on ne connait que sous le nom d’Irène, était, comme la majorité des Athéniens, iconodoule,. Contrairement à son père, il chercha à apaiser les tensions entre iconoclastes et iconodoules sans toutefois abroger la politique officielle : il permit aux moines persécutés et exilés par son père de retourner dans leurs monastères et nomma certains d’entre eux évêques. Après la mort du patriarche Nicétas, il choisit comme nouveau patriarche de Constantinople un partisan des icônes, Paul de Chypre, même s’il fut exigé de lui le « serment de détestation des images » . Toutefois, deux mois après la consécration de celui-ci il découvrit que des chambellans du palais y avaient introduit des icônes à la requête de l’impératrice. Ceux-ci furent fouettés, paradés dans les rues de Constantinople et l’empereur rompit avec son épouse .
Le règne de Léon IV coïncide avec celui du troisième calife abbaside, Al-Mahdi, qui envahit les territoires byzantins à diverses reprises de 777 à 780 mais dont les armées subirent deux grandes défaites dont l’une en Cilicie près de Germanicia en 778, l’autre dans le thème des Arméniaques en 780. De Germanicia, le général Michel Lachanodrakon qui s’était illustré dans la lutte contre les iconodoules, ramena un grand nombre de prisonniers syriens jacobites qui allèrent grossirent les rangs des colonies de Thrace établies sous le règne de Constantin V .  Les Bulgares pour leur part, en proie à l’anarchie depuis que leur khan Telerig avait fui pour se réfugier à Constantinople en 777, se tinrent cois .
Dès son plus jeune âge, Léon avait été de santé chancelante, souffrant de tuberculose. Il devait s’éteindre subitement le 8 septembre 780 et son épouse, qui n’attendait que cela, se hâta de se déclarer régente au nom du jeune Constantin VI, alors âgé de dix ans.

## Constantin VI (780 – 797)

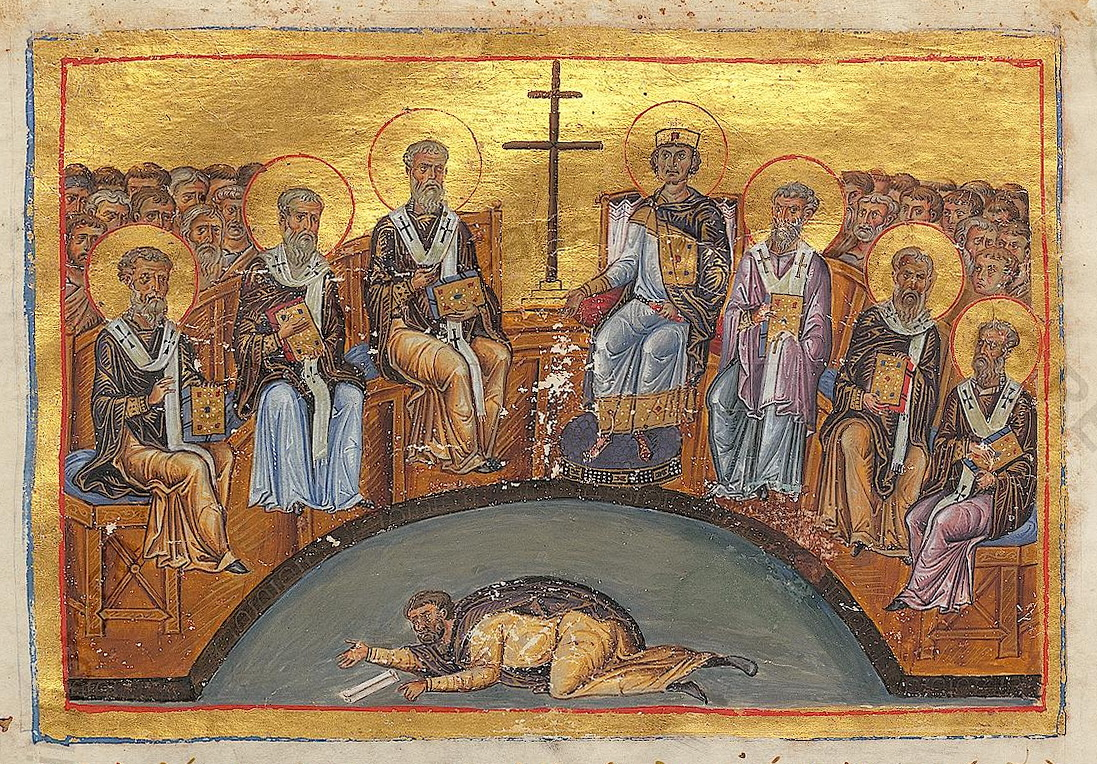
Constantin VI présidant le deuxième concile de Nicée (Miniature du XI- Vat. gr. 1613. Fol. 108).

Pendant les onze années qui suivirent, Irène devint le véritable maitre de l’empire, gouvernant avec l’aide de son favori, l’eunuque Staurachios . Un peu plus d’un mois après avoir été déclarée régente, elle dut faire face à une conspiration militaire destinée à mettre sur le trône le césar Nicéphore grâce à qui le parti iconoclaste espérait conserver le pouvoir, puis la révolte d’Helpidus, stratège de Sicile en 781,.
Irène était bien déterminée à ramener le culte des images, mais ces révoltes lui montrèrent qu’elle devait agir avec prudence. Un premier pas fut fait en 784 lorsque le patriarche Paul, pris de remords en raison du serment iconoclaste qu’il avait prêté, démissionna. Irène choisit pour le remplacer un haut-fonctionnaire laïc du nom de Taraise dont l’approche du dossier était davantage politique que théologique . L’année suivante elle écrivit avec son fils au pape Adrien Ier (r. 772 – 795), lequel répondit positivement mais sans enthousiasme, espérant d’une part le retour des possessions du sud de l’Italie confisquées par Léon III, mais critiquant d’autre part le choix de Taraise et de son titre de « patriarche œcuménique ».
Ce concile, qui se réunit en aout 786 à Constantinople rassemblait, outre les évêques nommés pendant les cinquante années de régime iconoclaste, des représentants de Rome et des autres patriarcats orientaux et avait comme but de rétablir le culte des images. Mais lors de son ouverture, des troupes de la garde impériale et de la garnison de la ville, fidèles à l’iconoclasme, firent irruption dans l’église et dispersèrent les participants,. Quelques semaines plus tard, sous prétexte d’une expédition contre les Arabes, les troupes de la capitale furent envoyées en Asie et remplacées par des troupes originaires de Thrace, loyales aux icônes. Le concile put à nouveau se réunir en septembre 787, à Nicée cette fois, ville symbolique où avait eu lieu le premier concile œcuménique. Sans surprise il rétablit le culte des icônes, mais se heurta à une opposition farouche des moines lorsqu’il décida de réintégrer les évêques iconoclastes une fois qu’ils auraient publiquement renoncé à leurs erreurs,.
À cette époque, Constantin VI, ayant atteint l’âge légal, la régence aurait dû être abolie et l’empereur régner seul. Mais en 790, Irène décida que non seulement elle devait être considérée comme premier empereur, mais que son nom devait précéder celui de son fils,. Il n’en fallait pas moins pour rallier derrière Constantin toutes les forces iconoclastes, y compris le thème des Arméniaques qui se révolta et envahit la capitale. Stauracios fut exilé en Asie mineure après avoir été fouetté et tonsuré; quant à Irène, elle fut mise en liberté surveillée dans son palais,.
Constantin devait toutefois perdre rapidement le respect de l’armée après ses défaites humiliantes aux mains de Kardam de Bulgarie en 791 et 792 et la trêve humiliante conclue avec Harun el-Rashid en 791 . En 792, il décida de rappeler Stauracos et non seulement remit-il sa mère en liberté en la réinstallant dans sa fonction d’Augusta, mais encore exigea de ses troupes que cette dernière soit acclamée en même temps que lui. Devant le refus de ses anciens alliés, les Arméniaques, il fit emprisonner leur stratège Alexios Musele. Certains thèmes entrèrent alors en révolte ouverte et décidèrent de proclamer empereur Nicéphore son oncle, ordonné prêtre une décennie auparavant. Même si celui-ci n’était probablement pas partie à cette conspiration, Constantin le fit aveugler de même qu’Alexios Musele et fit couper la langue des frères de Nicéphore,, brutalité qui lui valut la réprobation générale.
Il devait bientôt perdre le seul appui qui lui restait : celui des moines qui au départ craignaient ses tendances iconoclastes, mais qu’avaient apaisés son attitude bienveillante à leur égard et le retour d’Irène sur le trône . En 782, Constantin avait été fiancé à une fille de Charlemagne, Rotrude, lors de négociations entre le nouvel empereur franc et Irène. Cette dernière devait rompre cet engagement en 788 et obliger son fils à épouser Marie d’Amnia (Marie l’Arménienne) à la suite d’un concours de beauté qu’elle avait organisé. 
Délaissant Marie qui ne lui avait pas donné d’héritier mâle, Constantin était tombé amoureux d’une femme de chambre de sa mère du nom de Théodote qu’il épousa en grande pompe créant un scandale dans la population et soulevant l’hostilité virulente des moines conduits par Platon, futur abbé du monastère du Stoudion, qui se sépara de la communauté orthodoxe accusant le patriarche d’avoir toléré un tel geste,.
Consciente que son fils avait perdu tous ses appuis, Irène le fit enlever par un contingent de soldats alors qu’il se rendait en procession de l’Hippodrome à l’église de Saint-Mamas-des Blachernes. Amené au palais, il eut les yeux crevés le 15 aout 797 à l’âge de vingt-sept ans et devait mourir peu après des suites de ses blessures .

## Irène (797 – 802)

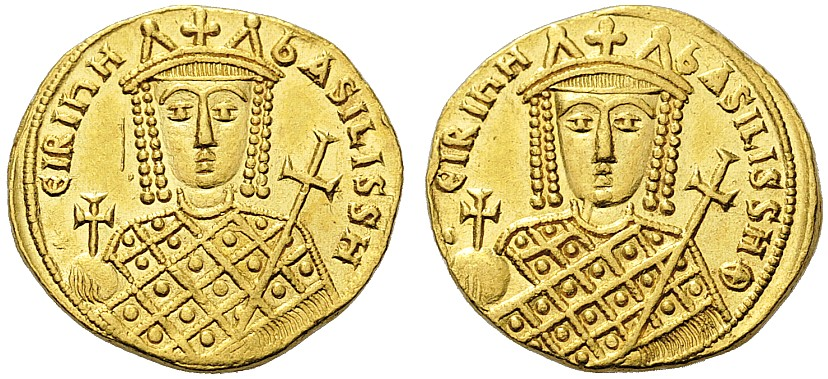
Solidus d’or montrant l’impératrice à l’endos et au verso avec la mention ϵIRInH bASILISSH (Irenè basilissè).

Le fils que Constantin VI avait eu de Théodote étant mort en bas âge, Irène devenait la première femme dans l’histoire de l’empire à occuper le trône, non comme régente, mais de plein droit,. Sachant la fragilité de sa position, elle tenta de se rallier divers secteurs de la population. Elle rappela les moines exilés par Constantin; le prêtre Joseph qui avait béni le deuxième mariage de Constantin fut excommunié. Pour plaire au peuple elle supprima les impôts urbains et réduisit les droits imposés aux douanes d’Abydos et de Hiéros, avec les conséquences prévisibles sur le trésor public. Pour s’assurer la paix à l’extérieur, elle laissa le calife Haroun al-Rachid constituer une marche militaire entre la Syrie et la Cilicie et accepta de payer à celui-ci le tribut déjà consenti en 781,.
Pendant ce temps, le gouvernement était le théâtre d’une lutte sans merci entre deux eunuques qui cherchaient à assurer pour leur famille respective la succession de l’impératrice qui ne s’était pas remariée et n’avait pas d’héritier : le logothète du Drome Staurakios et le protospathaire (chef des gardes du corps impériaux) Aetios. Longtemps Staurakios fut le favori d’Irène, mais les faveurs de celle-ci passèrent graduellement à Aetios. Sentant la situation lui échapper, Staurakios organisa alors une rébellion dans la province de Cappadoce, mais mourut avant qu’elle ne se soit déclenchée. Aetios restait seul en liste et, ne pouvant devenir empereur en raison de sa situation d’eunuque, voulait que le trône revînt à son frère Léon,.
C’est à ce moment, en 802, qu’arriva une délégation envoyée par Charlemagne porteur, nous dit Théophane, d’une demande en mariage entre lui-même et l’impératrice qui aurait uni en un seul État l’Orient et l’Occident. Nul doute qu’Irène, dont la santé faiblissait, dont le trésor était épuisé et qui se sentait entourée d’ennemis n’ait considéré avec plaisir une telle proposition. Elle devait au contraire soulever l’horreur chez les hauts fonctionnaires pour qui il ne pouvait y avoir qu’un Empire dont le siège était à Constantinople et qu’un seul empereur qui ne pouvait être un barbare franc sans éducation qui ne pouvait signer son nom qu’à l’aide d’un pochoir,.
Sentant l’urgence de la situation, le ministre des finances, Nicéphore, irrité par la politique financière d’Irène, dont les nombreuses réductions d’impôts et donations avaient réduit drastiquement le budget de l’État, ainsi qu’un certain nombre de hauts fonctionnaires dont Nicétas Triphyllios, commandant des Scholes, et un parent d'Irène, Léon Sarantapechos, décidèrent d’agir alors même que la délégation de Charlemagne était encore à Constantinople. Le 31 octobre 802, les conjurés s’emparent du Grand Palais alors qu’Irène se trouve au palais d’Eleuthérion, sa résidence préférée. Le lendemain, une assemblée de hauts fonctionnaires proclamait Nicéphore nouveau basileus. Quelques jours plus tard, ce dernier fit exiler Irène au monastère fortifié de l’île de Prinkipo et, à la fin de novembre, au monastère de Mytilène sur l'île de Lesbos, plus loin de la capitale où elle mourut le 9 août 803 à l'âge de 51 ans environ  ,,.

## Conclusion
Les empereurs de la dynastie isaurienne sont parvenus à arrêter le démembrement de l’Empire auquel on avait assisté sous les derniers empereurs de la dynastie justinienne au profit des Arabes. Par contre, l’agitation intérieure déclenchée par le mouvement iconoclaste conduisit à la perte de l’Italie et à la détérioration des relations entre les Églises d’Orient et d’Occident. Pendant ce temps un nouvel Empire apparaissait en Occident, créé par Charlemagne, dont certains successeurs constitueront des ennemis aussi dangereux à l’ouest que ne l’étaient les Arabes à l’est et au sud, ainsi que les Bulgares au nord .

### Sources primaires
- Theophanes Confessor, Chronicle. Byzantine and Near Eastern history AD 284–813. Translated and commented by Cyril Mango and Roger Scott, Oxford, 1997.

- (en) Théophane le Confesseur, The Chronicle of Theophanes Anni mundi 6095-6305 (A.D. 602-813) traduite et éditée par Harry Turtledove, Philadelphie, University of Pennsylvania Press, 1982, 201 p. (ISBN 9780812211283)

- Nikephoros Patriarch of Constantinople. Short History, texte, traduction anglaise et commentaire par Cyril Mango, Corpus Fontium Historiæ Byzantinæ 10, Dumbarton Oaks, Washington D. C., 1990.

- Chronique de Michel le Syrien, traduction française (tomes 1 à 3) et texte syriaque (tome 4) par J.-B. Chabot, 4 volumes, Pierre Leroux ed., Paris, 1899-1901-1905-1910 : Tome 1 [archive], Tome 2 [archive], Tome 3 [archive], Tome 4 [archive].

### Sources secondaires
- (fr) Auzépy, Marie-France. L’Iconoclasme. Paris, Presses universitaires de France, coll. « Que sais-je ? » no 3769, 2006  (ISBN 978-2-130-55808-8).

- (fr) Louis Bréhier,  Vie et mort de Byzance, Paris, Éditions Albin Michel, 2002 (1re éd. 1946) (ISBN 978-2226171023).

- (en) Bury, J. B. (2015). A History of the Later Roman Empire. Cambridge University Press, 2015  (ISBN 978-1-108-08318-8).

- (fr) Cheynet, Jean-Claude, ed. Le Monde Byzantin: Tome II, L'Empire byzantin 641–1204. Paris, Presses universitaires de France, 2006  (ISBN 978-2-13-052007-8).

- (en) Finlay, George. The Later Byzantine Empire. Merkaba Press, 2017. OCLC 1886829.

- (en) Haldon, John F.  Byzantium in the Seventh Century: The Transformation of a Culture. Cambridge University Press, 1990  (ISBN 978-0-521-31917-1).

- (en) Haldon, John. Warfare, State and Society in the Byzantine World, 565–1204. London, UCL Press, 1999  (ISBN 1-85728-495-X).

- (en) Herrin, Judith. Byzantium, the Surprising Life of a Medieval Empire. Princeton, Princeton University Press, 2009  (ISBN 978-0-691-14369-9).

- (en) Jenkins, Romilly. The Imperial Centuries (A.D. 610-1071). Weidenfeld & Nicolson, 1966.

- (fr) Kaplan, Michel. Pourquoi Byzance ? Un empire de onze siècles.  Paris, Gallimard, 2016  (ISBN 978-2-070-34100-9).

- (en) Kazhdan, Alexander, ed. The Oxford Dictionary of Byzantium. Oxford and New York, Oxford University Press, 1991  (ISBN 0-19-504652-8).

- (de) Lilie, Ralph Johannes. Byzanz unter Eirene und Konstantin VI. (780–802). Frankfurt am Main, Peter Lang, 1996  (ISBN 3-631-30582-6).

- (en) Norwich, John Julius. Byzantium, The Early Centuries, Alfred Knopf, 1989  (ISBN 978-0-394-53778-8).

- (fr) Georg Ostrogorsky,  Histoire de l’État byzantin. Paris, Payot, 1983 [1956]  (ISBN 2-228-07061-0).

- (de) Rochow, Ilse. Kaiser Konstantin V. (741–775). Materialien zu seinem Leben und Nachleben. Frankfurt am Main, Peter Lang, 1994  (ISBN 3-631-47138-6).

- (en) Runciman S.  A history of the First Bulgarian empire. London, G. Bell & Sons, 1930.

- (en) Runciman, Steven. Byzantine civilisation. Taylor & Francis, 1975  (ISBN 978-0-416-70380-1).

- (fr) Christian Settipani,  Continuité des élites à Byzance durant les siècles obscurs : Les Princes caucasiens et l'Empire du VIe siècle au IXe siècle. Paris, De Broccard, 2006  (ISBN 978-2-7018-0226-8).

- (en) Treadgold, Warren. The Byzantine Revival, 780–842. Stanford (California), Stanford University Press, 1988  (ISBN 978-0-8047-1462-4).

- (en) Treadgold, Warren. A History of the Byzantine State and Society. Stanford (California), Stanford University Press. 1997  (ISBN 0-8047-2630-2).

- (en) Whittow, Mark. The Making of Byzantium, 600–1025, University of California Press, 1996  (ISBN 0-520-20496-4).